# Офіцерський патент
Офіцерський патент (нім. Offizierspatent, англ. Commission) — документ щодо призначення офіцера. Термін походить від латинського litterae patentes і першочергово означав «відкритий лист» монарха. У тексті зазначалися привілеї та обов’язки, на які мав право офіцер.

## Німеччина

### Пруссія
З 1713 року король Фрідріх Вільгельм I особисто видавав кожному офіцеру патент. Формулювання цієї специфікації патенту залишалося майже незмінним у прусській армії до 1919 року.
Усі патенти позначені Великою печаткою (тисненням); Патенти до старшого лейтенанта/першого лейтенанта без підпису, починаючи з капітана — завжди підписувались королем. Патент (часто виготовлений з цінного пергаменту) військовому чиновнику з офіцерським званням зазвичай видавався військовим міністром.

### Федеративна Республіка Німеччина
У Бундесвері немає офіцерських патентів у строгому значенні. З кінця 2002 року випускникам Офіцерського училища після проходження 1 частини офіцерського курсу вручається офіцерський лист офіцерського училища. У Військово-морській академії Мюрвіка випускникам також вручають офіцерський лист (нім. Offizierbrief). У Офіцерській школі Люфтваффе у Фюрстенфельдбрюці, дотримуючись традиції видачі патентів, випускникам після закінчення офіцерських курсів видаються сертифікати про навчання, які мають назву офіцерського патента.

## Швейцарія
У швейцарській армії документ, що засвідчує призначення офіцерів, називається офіцерським бреветом і видається головою Федерального департаменту оборони, цивільного захисту та спорту.

## Співдружність націй

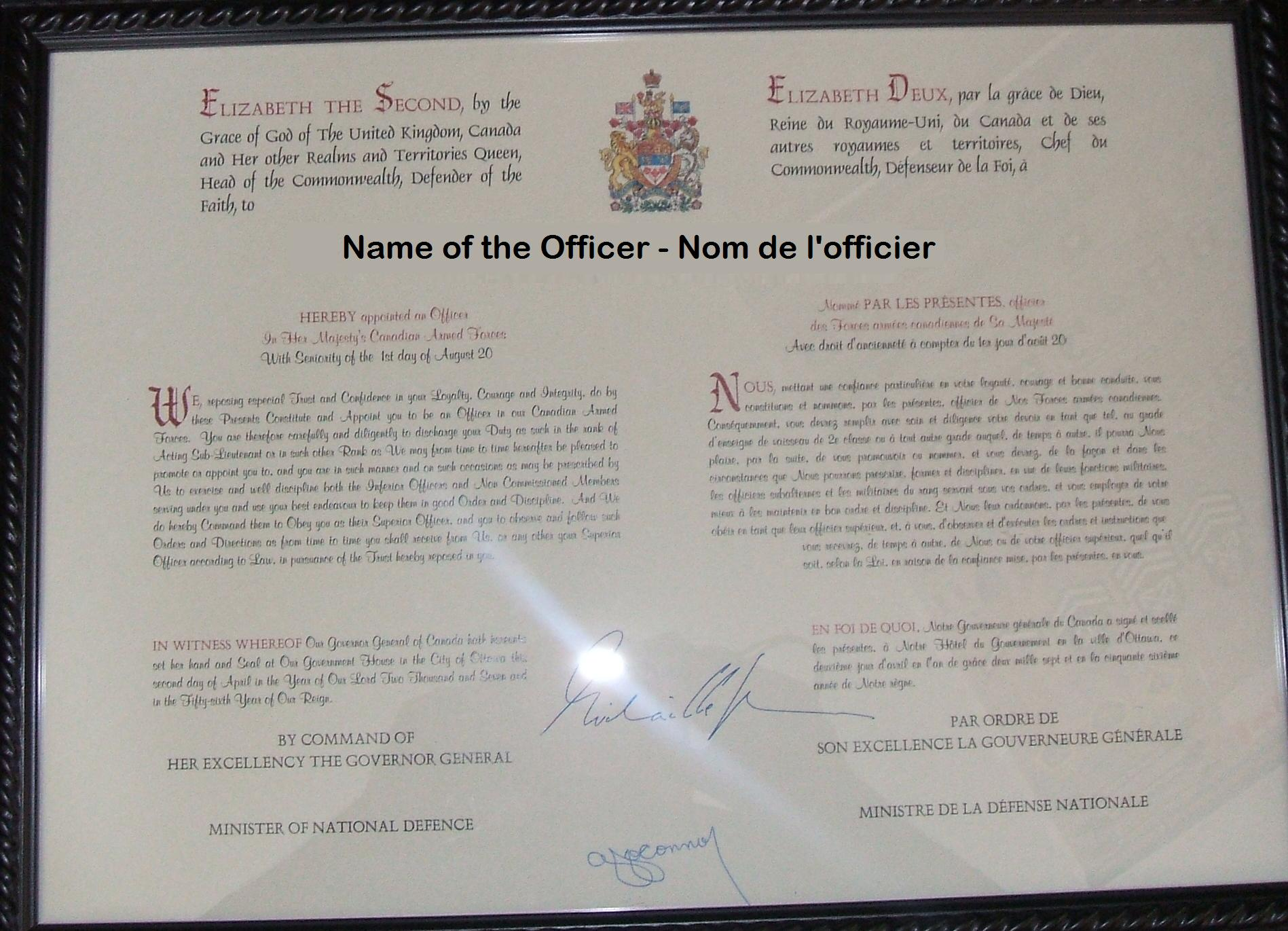
Офіцерський патент Канади

Офіцерські патенти у державах Співдружності називаються офіцерським патентом короля (англ. King's Commission) або офіцерським патентом королеви (англ. Queen's Commission) (залежно від статі монарха, що править). Однак у державах Співдружності, крім Сполученого Королівства, вони можуть бути підписані генерал-губернатором, представником монарха цієї держави.
В Англійській та Британській арміях з 17 по 19 століття була розповсюджена практика «купівлі офіцерських патентів» (англ. The purchase of officer commissions in the British Army). Це дозволяло уникнути необхідності чекати підвищення за заслуги чи вислугу років і було звичайним способом отримати посаду в обох арміях. Практика розпочалася в 1683 році під час правління Карла II, короля Англії, і продовжувала існувати, допоки не була скасована 1 листопада 1871 року в рамках реформ Кардвелла. Формально ціна за патент була грошовою заставою за хорошу поведінку. Якщо відповідного офіцера було визнано винним у боягузтві, дезертирстві чи грубій неправомірній поведінці, то патент конфісковували.
Можна було придбати лише патенти в кавалерійських і піхотних полках, а отже, лише до звання полковника. Патенти в Королівських інженерних військах і Королівській артилерії присуджувалися тим, хто закінчив курс у Королівської військової академії у Вуліджі, а подальше підвищення йшло за вислугою років. Крім того, Королівський флот ніколи не практикував продаж патентів, причому підвищення в офіцерських званнях відбувалося виключно за заслугами або вислугою років, принаймні теоретично (на практиці вимога для нових офіцерів купувати дорогу уніформу та навчальні матеріали обмежувала отримання військово-морських патентів виходцями з середнього і вищого класів).

## США
Згідно з Конституцією США, тільки президент має право видавати призначення офіцерам Збройних сил США. Однак він може делегувати це питання підлеглим міністрам, які потім видають патент від імені президента, що є правилом на практиці. У той час як рядовий і сержантський склад виконує свої обов'язки на основі контракту, офіцери безпосередньо призначаються Президентом. У Збройних силах США існують офіцерські звання без офіцерського патенту (англ. Non-commissioned officers), наприклад, ворентофіцери, сержанти, петті-офіцери, що приблизно відповідають за функціоналом і повноваженнями сержантському та старшинському складу Збройних сил України, та офіцерські звання з офіцерським патентом (англ. Commissioned officers) - від лейтенанта і вище. Офіцерський склад з патентом поділяється на молодший (англ. Junior commissioned officers), старший (англ. Senior commissioned officers) та вищий (англ. Flag commissioned officers) склад.